# São Domingos do Azeitão
São Domingos do Azeitão là một đô thị thuộc bang Maranhão, Brasil. Đô thị này có diện tích 1058,637 km², dân số năm 2007 là 6880 người, mật độ 6,5 người/km².